# 零壹空间
北京零壹空间科技有限公司（OneSpace）成立于2015年。是中国首家商业火箭公司，业务内容主要是低成本小型运载器的研制、设计及总装，总部位于北京市大兴区。2017年，重庆两江航投与北京零壹共同投资成立了重庆零壹航天公司，致力于在重庆两江新区打造西部第一个商业火箭智能制造基地。

## 资本
2015年12月，成立不到半年，北京零壹即获得春晓资本、联想之星以及哈工大机器人上千万元的天使轮投资。
2016年10月，零壹空间成功获得超一亿元的A轮融资。
2018年1月，零壹再获得近2亿人民币的A+轮投资。

## 产品

### OS-M系列商业运载火箭[5]
OS-M系列火箭服务于全球小卫星及相关业务需求客户。

### OS-X系列高超声速飞行试验平台
OS-X系列高超声速飞行器试验平台主要为航天高新技术研究提供飞行试验服务。

### 自研关键单机产品
除两大核心产品外，该公司研发了固体发动机、姿轨控发动机及综合测控处理平台等关键单机。